# Francois Rakotoarilala
Francois Rakotoarilala – madagaskarski zapaśnik walczący w stylu wolnym. Zajął siódme miejsce na mistrzostwach Afryki w 2008. Złoty medalista igrzysk Wysp Oceanu Indyjskiego w 1990 i 2007 roku.